# 2-氯-4,6-二甲氧基嘧啶
2-氯-4,6-二甲氧基嘧啶是一种有机氯化合物，化学式为C6H7ClN2O2。它可由2-氨基-4,6-二甲氧基嘧啶和亚硝酸钠、盐酸反应制得。

## 反应
它和四甲基硝酸铵、三氟甲磺酸酐于二氯甲烷中反应，可以得到2-氯-4,6-二甲氧基-5-硝基嘧啶。